# دييغو غودين
دييغو روبرتو غودين ليل (بالإسبانية: Diego Roberto Godín Leal؛ مواليد 16 فبراير 1986) لاعب كرة قدم سابق أوروغواياني لعب في مركز الدفاع.

## الإنجازات

### النادي
أتلتيكو مدريد
- الدوري الإسباني (1): 2013–14[5]
- كأس ملك إسبانيا (1): 2013
- كأس السوبر الإسباني (1): 2014؛ الوصيف: 2013
- الدوري الأوروبي (2): 2012،[6] 2018
- كأس السوبر الأوروبي (3): 2010، 2012،[7] 2018
- دوري أبطال أوروبا الوصيف: 2014، 2016

### دولية
الأوروغواي
- كوبا أمريكا (1): 2011[8]

## إحصائيات اللاعب

### دوليًا
| الأوروغواي | الأوروغواي | الأوروغواي |
| السنة      | المشاركة   | الأهداف    |
| ---------- | ---------- | ---------- |
| 2005       | 1          | 0          |
| 2006       | 9          | 3          |
| 2007       | 8          | 0          |
| 2008       | 9          | 0          |
| 2009       | 9          | 0          |
| 2010       | 7          | 0          |
| 2011       | 9          | 0          |
| 2012       | 9          | 0          |
| 2013       | 14         | 0          |
| 2014       | 11         | 1          |
| 2015       | 11         | 3          |
| 2016       | 9          | 1          |
| 2017       | 7          | 0          |
| 2018       | 11         | 0          |
| 2019       | 11         | 0          |
| 2020       | 4          | 0          |
| 2021       | 14         | 0          |
| 2022       | 8          | 0          |
| المجموع    | 161        | 8          |

## روابط خارجية
- دييغو غودين على موقع الاتحاد الدولي (مؤرشف)  (الإنجليزية)
- دييغو غودين على موقع الاتحاد الأوربي (الإنجليزية)
- دييغو غودين على موقع إي إس بي إن إف سي (الإنجليزية)
- دييغو غودين على موقع قاعدة بيانات كرة القدم.إي يو (الإنجليزية)
- دييغو غودين على موقع ليكيب (الفرنسية)
- دييغو غودين على موقع ناشيونال فوتبول تيمز (الإنجليزية)
- دييغو غودين على موقع Soccerbase.com (لاعب) (الإنجليزية)
- دييغو غودين على موقع Soccerway.com (الإنجليزية)
- دييغو غودين على موقع عالم كرة القدم.نت (الإنجليزية)
- دييغو غودين على موقع AS.com (الإسبانية)